# Рука (геральдика)
Рука — у геральдиці негеральдична фігура, що вмає різне значення в гербі залежно від жесту.
Слід розрізняти праву і ліву руки. Тоді в описі герба говориться «правиця» або «лівиця» («шуйця»). Також важливо, тильна сторона долоні чи долоня звернена до глядача. Показуючи тильну сторону долоні, геральдист говорить про неправильну руку. Іноді також показана частина руки. Руки також мають бути прикрашені.
На основі фігури створюються промовисті герби, оскільки, скажімо, paume (або нідерландською: palmen) означає «долоня».

## Жести
Жест прияги — це піднята рука, часто з витягнутими пальцями, щоб скласти клятву. Для цього великий, вказівний і середній пальці зігнути вгору, а інші пальці — вниз. В англійській геральдиці ця рука використовується як бризура. Червона, відрізана, вертикальна рука — ознака баронетства. Вона узята із знака Ольстера і її можна знайти на багатьох родинних гербах.
Якщо рука опущена, це описується як рука благословення. Для благословення поєднують середній і вказівний пальці. У гербі вона розміщена горизонтально і пов ценрі в стовп.
Руки, що моляться, також є мотивом герба.
Рука може бути стиснута в кулак або закована в залізо.
Якщо дві руки тримають одна одну, це вірні руки. Позу долонею вперед називають відверненою.

Руки використовуються для утримання найрізноманітніших речей. Для цього вони також можуть бути вкриті обладунками або мати крила. Рука також може бути в рукавичці або зображена сама по собі. Прикладом може слугувати герб лордів Гандшухсгайму.

Руки в гербі міста Бапом (Франція)
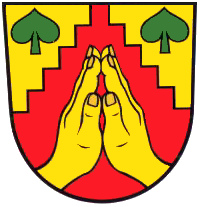
Бетенгаузен
Вірні руки
Руки, що тримають миску: Бад-Вісзее
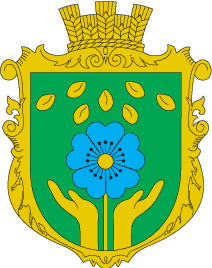
Руки символізують опіку (Сімаківка)
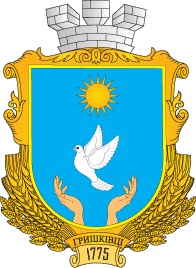
Руки символізують звільнення (Гришківці)
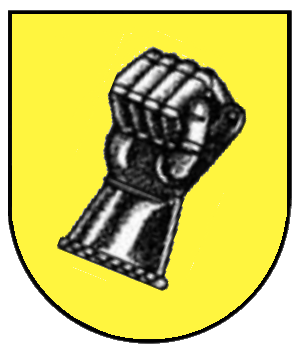
Берліхінген
Рука на геральдичній тварині Зіпплінгена
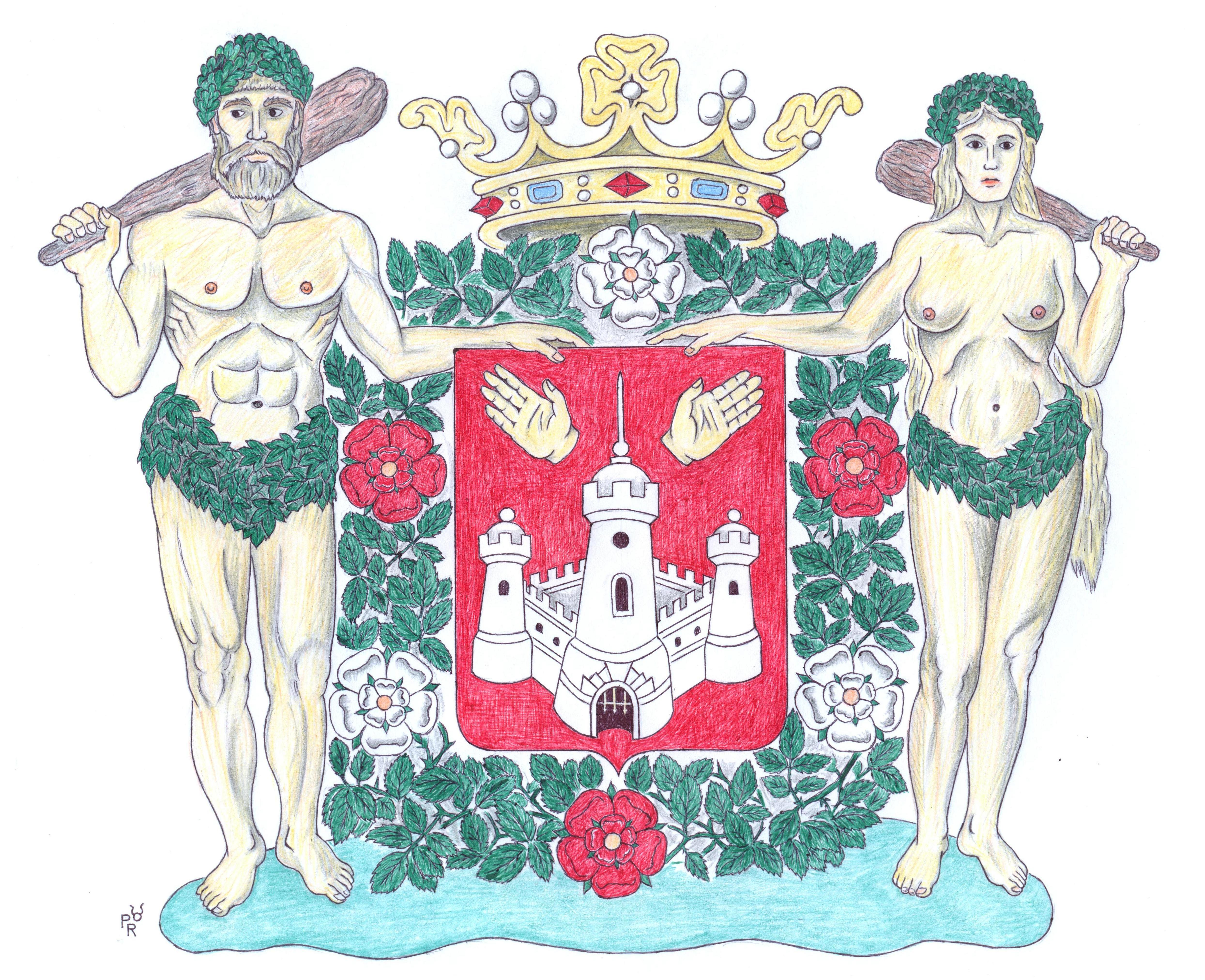
Антверпен
Герб Ольстера
Малий герб Північної Ірландії

## Галерея

### Жест присяги

Три руки: Анджала, Фінляндія
пДруйсгайм
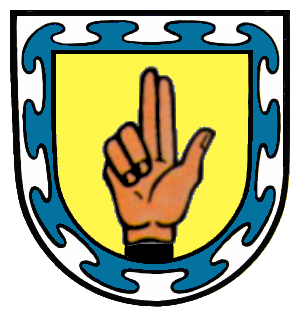
Колишній герб Айзенбаха
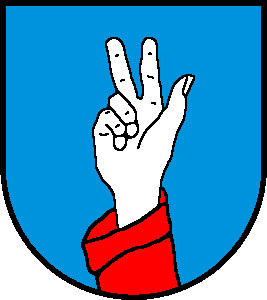
Гемпен, Швейцарія
Гресторп, Швеція
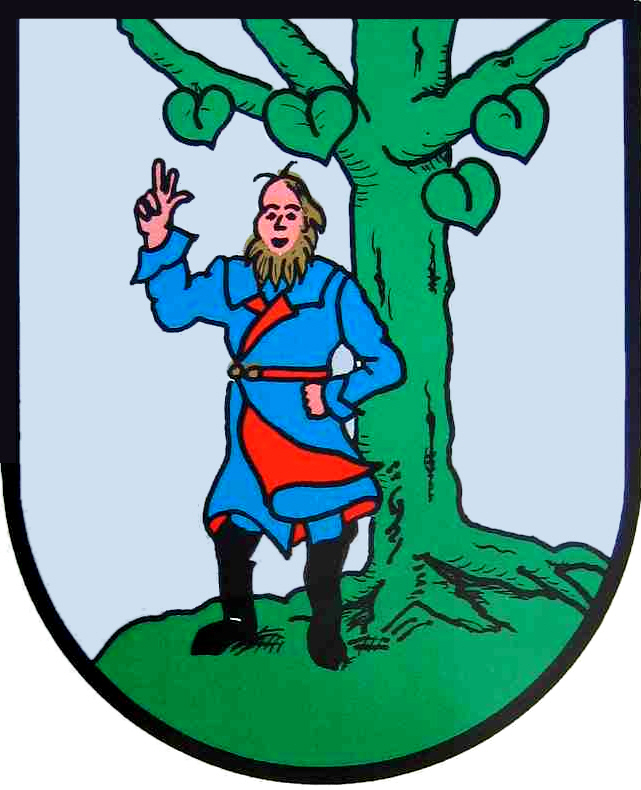
Ґроб Ільда, район Гільдесгайма
Сен-Жан-де-Мор'єнн, Франція
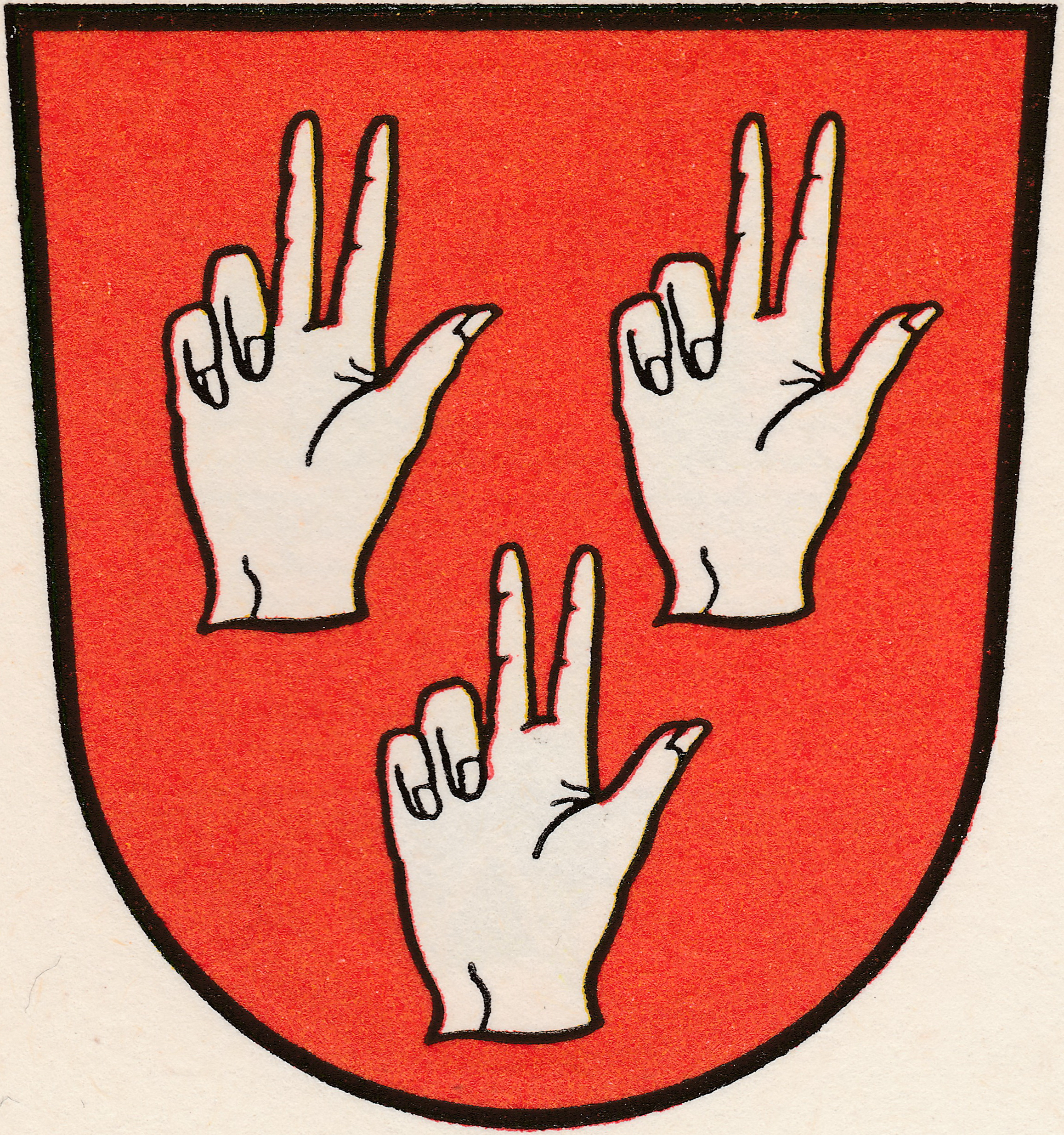
Йорк, район Штаде (з 1972 року)
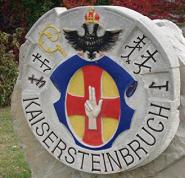
Місцевий камінь з Кайзерштайнбруха, Австрія
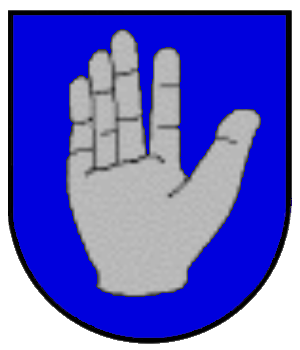
Тіфенбронн, Енцкрайси
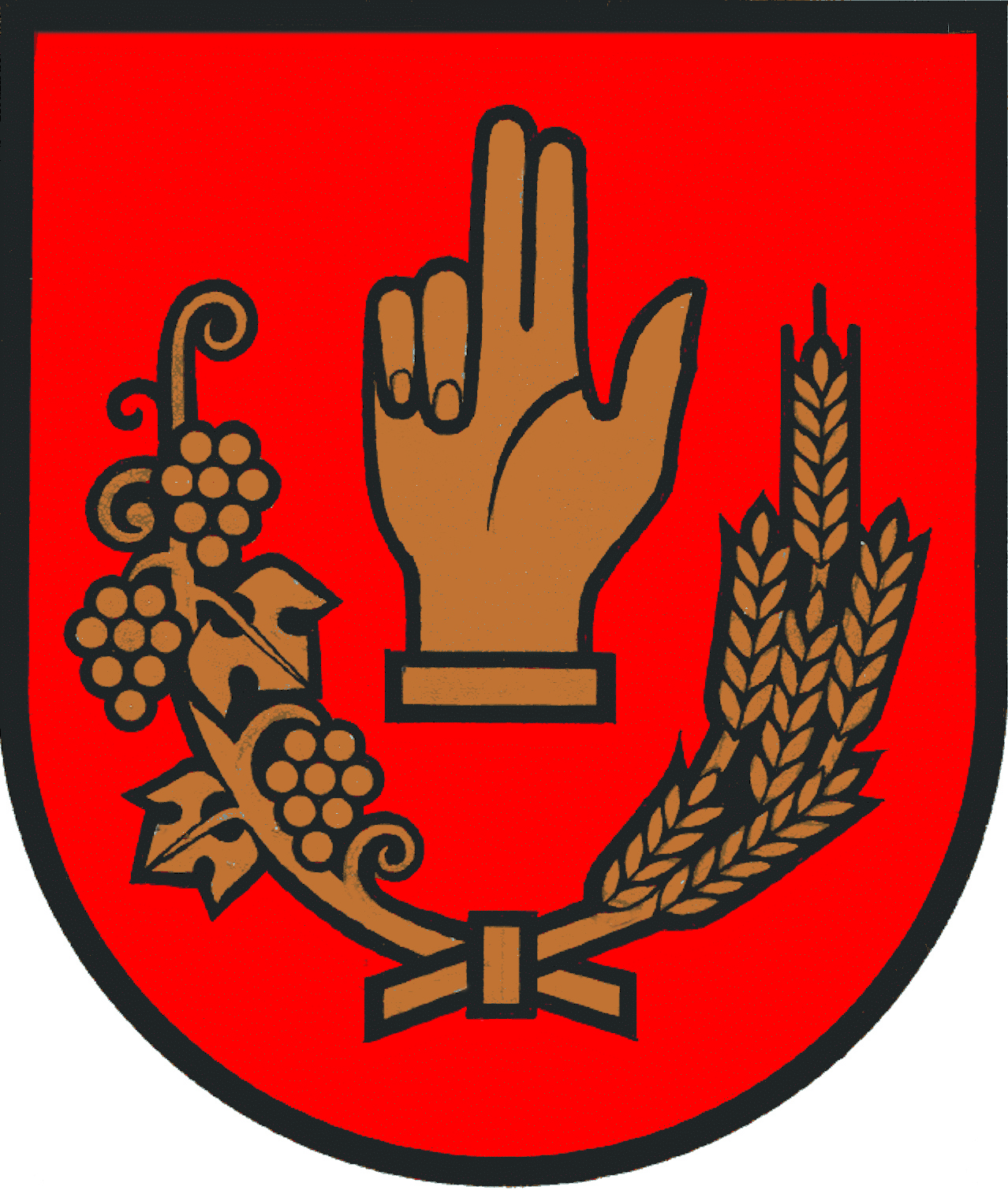
Менхгоф, Австрія
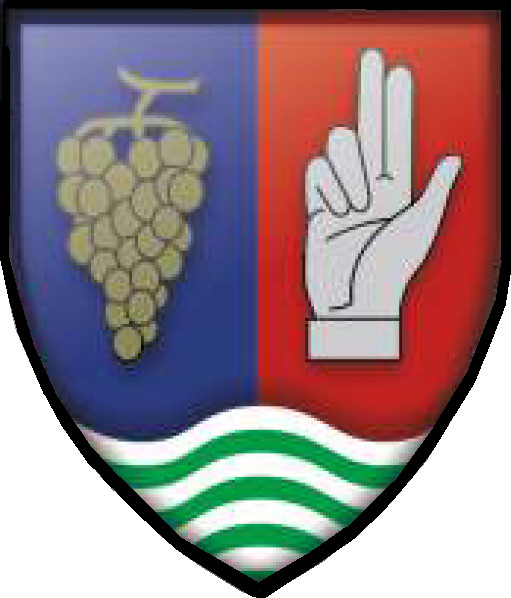
Зульц-ім-Вайнфіртель, Австрія
Обераммергау (страсний хрест і дві руки)
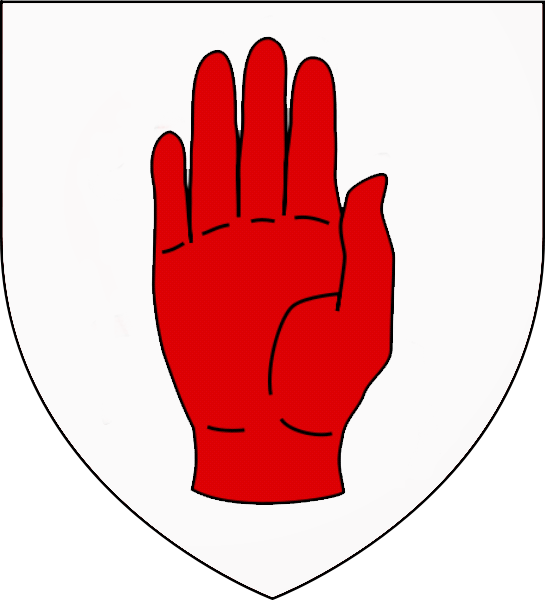
Герб Ольстера, Ірландія/Північна Ірландія
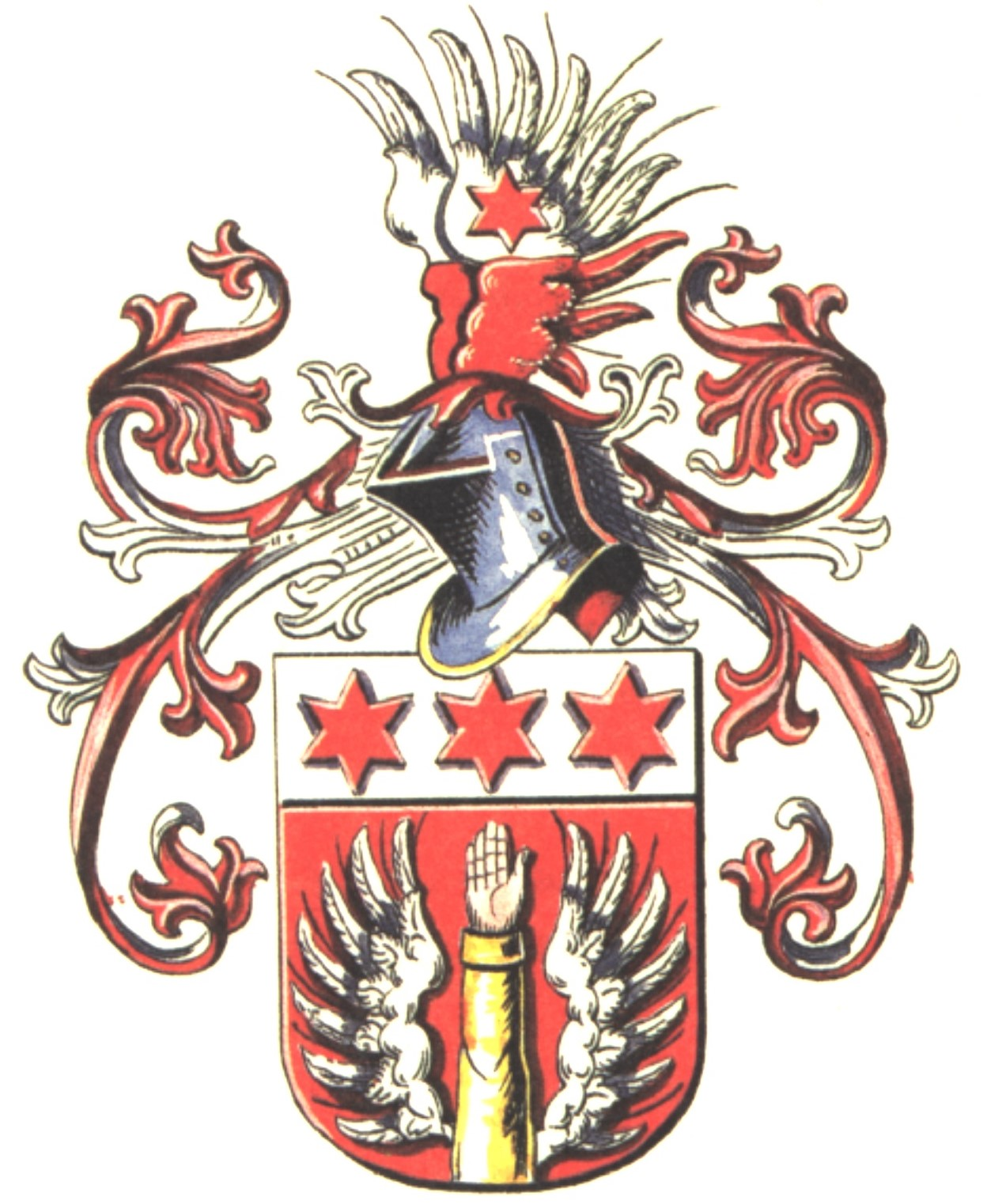
Герб Пошингерів
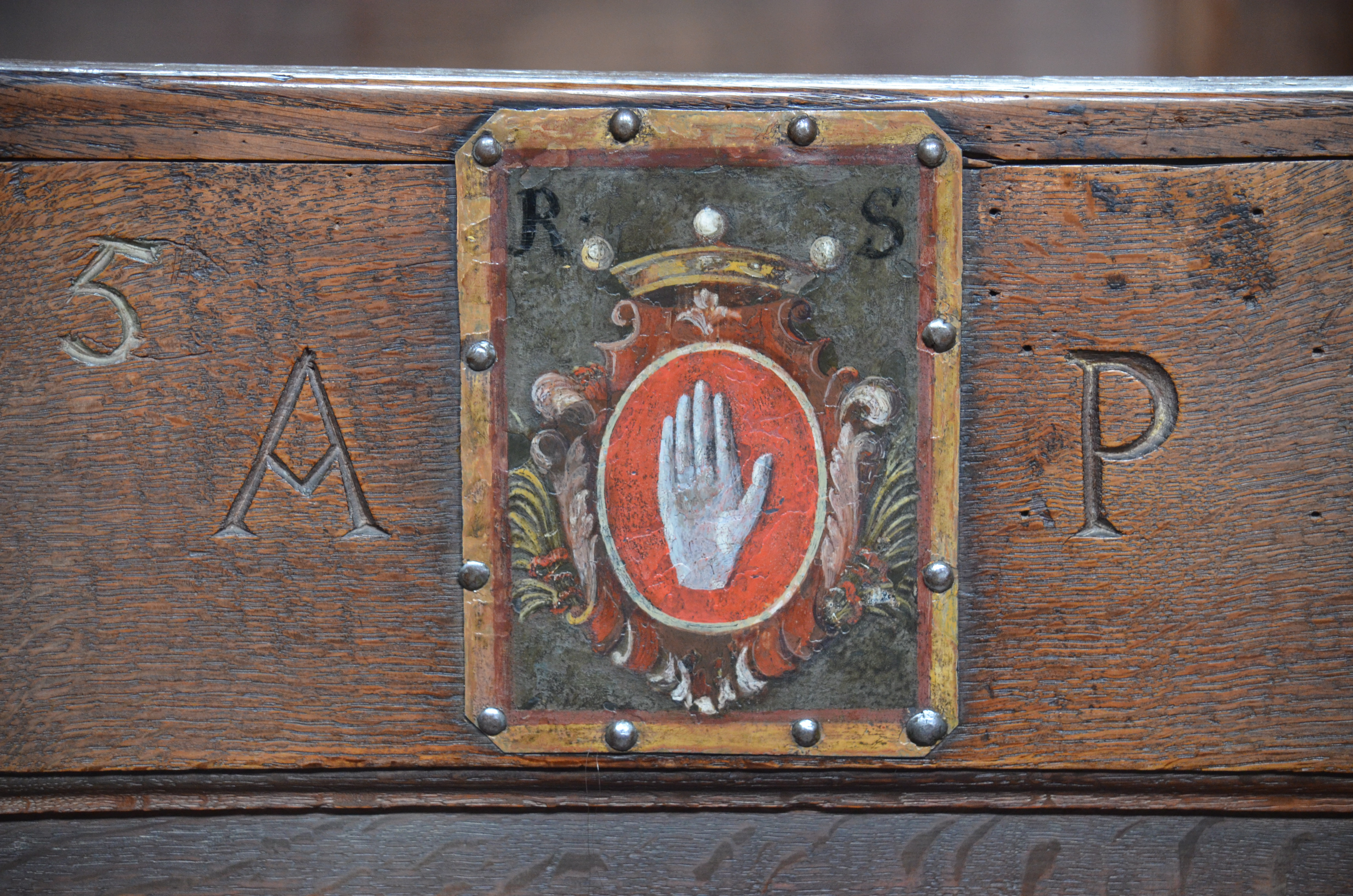
Герб Сіннерів

### Вірні руки

Герб Аргентини
Герб Аруби
Герб Бад-Кестріца
Герб Корсьє-сюр-Веве (Кантон Во)
Герб Егг (Кантон Цюрих)
Герб Фрідберга (Штирія)
Герб Госгайма (рука, що тримає жезл)
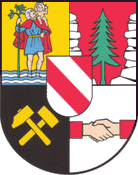
Герб Гогенштайн-Ернстаталя
Герб Горштедта (Шлезвіг-Гольштейн)
Герб Кнерінгена
Герб Пезаро (бренд регіону)
Герб Реннвег-ам-Качберга (Каринтія)
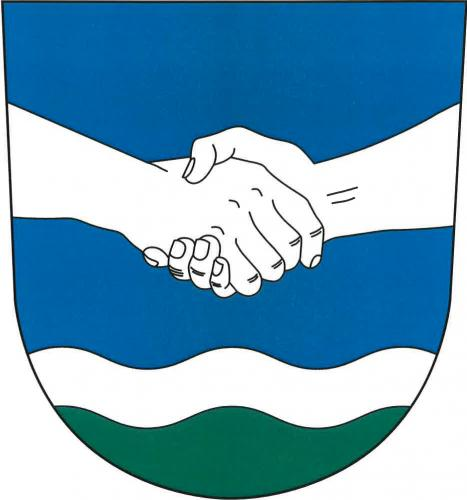
Герб Свеправіце (Богемія)
Герб Унтерлаутера
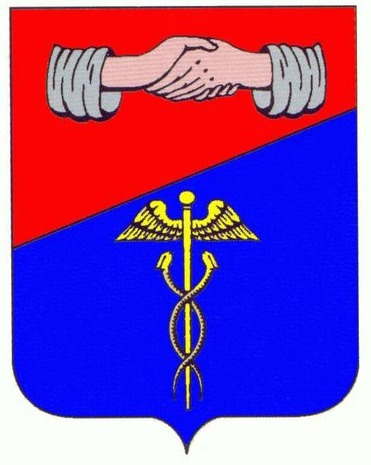
Герб Ніжина (1782-1920)
Знак СЄДН (символ партії)